# تومي جاكسون (عازف كمان)
تومي جاكسون (بالإنجليزية: Tommy Jackson)‏ هو عازف كمان ‏ أمريكي، ولد في 31 مارس 1926 في برمنغهام في الولايات المتحدة، وتوفي في 9 ديسمبر 1979 في ناشفيل في الولايات المتحدة.

## وصلات خارجية
- تومي جاكسون على موقع ميوزك برينز (الإنجليزية)
- تومي جاكسون على موقع ميوزك برينز (الإنجليزية)
- تومي جاكسون على موقع ديسكوغز (الإنجليزية)